# Trophée NHK 1980
Navigation
Édition précédente Édition suivante
Le Trophée NHK (en anglais : NHK Trophy) est une compétition internationale de patinage artistique qui se déroule au Japon au cours de l'automne. Il accueille des patineurs amateurs de niveau senior dans quatre catégories: simple messieurs, simple dames, couple artistique et danse sur glace.
Le deuxième Trophée NHK est organisé en 1980 à Sapporo.

## Résultats

### Messieurs
| Rang | Nom                | Pays                 | Points | Prog. court | Prog. libre |
| ---- | ------------------ | -------------------- | ------ | ----------- | ----------- |
| 1    | Fumio Igarashi     | Japon                | 2.2    | 3           | 1           |
| 2    | Robert Wagenhoffer | États-Unis           | 2.4    | 1           | 2           |
| 3    | Allen Schramm      | États-Unis           | 3.8    | 2           | 3           |
| 4    | Takeshi Mura       | Japon                | 6.4    | 6           | 4           |
| 5    | Thomas Öberg       | Suède                | 7.6    | 4           | 6           |
| 6    | Shinji Someya      | Japon                | 8.6    | 7           | 7           |
| 7    | Heiko Fischer      | Allemagne de l'Ouest | 9.8    | 7           | 7           |
| 8    | Gordon Forbes      | Canada               | 10.0   | 5           | 8           |
| 9    | Cong Wenyi         | Chine                | 13.0   | 10          | 9           |
| 10   | Atsushi Oshima     | Japon                | 13.2   | 8           | 10          |
| 11   | Istvan Simon       | Hongrie              | 15.4   | 11          | 11          |

### Dames

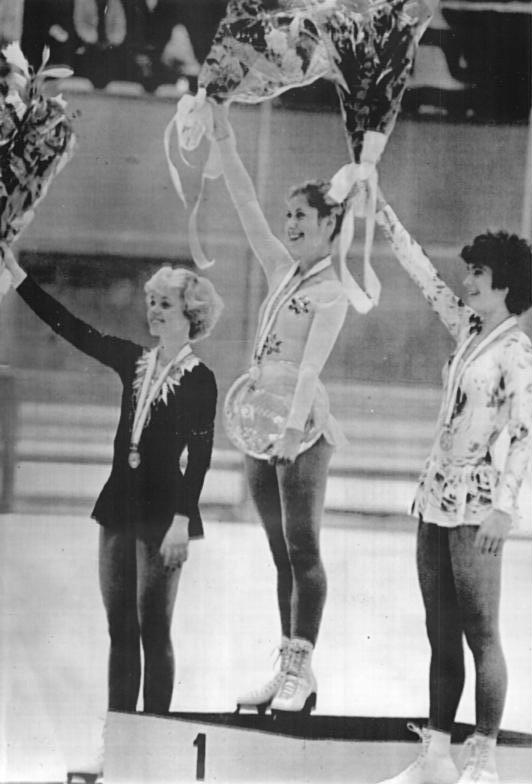
Le podium féminin du Trophée NHK 1980.

| Rang | Nom                 | Pays                 | Points | Prog. court | Prog. libre |
| ---- | ------------------- | -------------------- | ------ | ----------- | ----------- |
| 1    | Denise Biellmann    | Suisse               | 1.4    | 1           | 1           |
| 2    | Katarina Witt       | Allemagne de l'Est   | 2.8    | 2           | 2           |
| 3    | Melissa Thomas      | États-Unis           | 5.0    | 5           | 3           |
| 4    | Claudia Leistner    | Allemagne de l'Ouest | 6.2    | 3           | 5           |
| 5    | Sachie Yuki         | Japon                | 6.8    | 7           | 4           |
| 6    | Sonja Stanek        | Autriche             | 7.6    | 4           | 6           |
| 7    | Catharina Lindgren  | Suède                | 10.2   | 8           | 7           |
| 8    | Megumi Yamagishita  | Japon                | 11.6   | 9           | 8           |
| 9    | Mariko Yoshida      | Japon                | 13.4   | 11          | 9           |
| 10   | Megumi Aotani       | Japon                | 13.4   | 6           | 11          |
| 11   | Kim Myo Shil        | Corée du Nord        | 15.2   | 13          | 10          |
| 12   | Yukiko Oakabe       | Japon                | 16.8   | 12          | 12          |
| 13   | Kathryn Osterberg   | Canada               | 18.0   | 10          | 14          |
| 14   | Antonella Toninelli | Italie               | 18.6   | 14          | 13          |
| 15   | Hea-Sook Shin       | Corée du Sud         | 21.0   | 15          | 15          |
| 16   | Liu Xiaohong        | Chine                | 22.4   | 16          | 16          |

### Couples
| Rang | Nom                              | Pays       | Points | Prog. court | Prog. libre |
| ---- | -------------------------------- | ---------- | ------ | ----------- | ----------- |
| 1    | Barbara Underhill / Paul Martini | Canada     | 1.4    | 1           | 1           |
| 2    | Maria Didomenico / Burt Lancon   | États-Unis | 3.2    | 3           | 2           |
| 3    | Toshimi Ito / Takashi Mura       | Japon      | 3.8    | 2           | 3           |
| 4    | Lyndy Marron / Hal Marron        | États-Unis | 5.2    | 3           | 4           |

### Danse sur glace
| Rang | Nom                              | Pays        | Points | Danse originale | Danse libre |
| ---- | -------------------------------- | ----------- | ------ | --------------- | ----------- |
| 1    | Carol Fox / Richard Dalley       | États-Unis  | 1.4    | 1               | 1           |
| 2    | Karen Barber / Nicholas Slater   | Royaume-Uni | 2.8    | 2               | 2           |
| 3    | Lillian Heming / Murray Carey    | Royaume-Uni | 4.2    | 3               | 3           |
| 4    | Noriko Sato / Tadayuki Takahashi | Japon       | 6.0    | 5               | 4           |
| 5    | Gabriella Remport / Sándor Nagy  | Hongrie     | 6.6    | 4               | 5           |
| 6    | Mariena Medea / Luigi Freroni    | Italie      | 8.4    | 6               | 6           |

## Source
- 1980 NHK Trophy sur wikipedia anglais